# Fredrik Larsson (kézilabdázó)
Fredrik Larsson (Skövde, 1984. április 14. – 2020. április 28.) svéd válogatott kézilabdázó.

## Pályafutása

### Klubcsapatokban
Szülővárosában kezdett el kézilabdázni, és 2002-ben mutatkozott be a svéd élvonalban, az IFK Skövde csapatában. 2004-ben megnyerte az együttessel az Challenge Cupot a francia Dunkerque ellenében. Az ezt követő években hazájában játszott az Ystads és a Hammarby csapatában is, utóbbi klubbal 2006-ban és 2007-ben is svéd bajnok volt. 2008 elején hároméves szerződést írt alá a német THW Kiel csapatával, azonban, amely a 2009-2010-es idénytől lépett volna érvénybe, azonban az átigazolás végül nem jött létre. 2009 nyarán a spanyol élvonalbeli Aragónhoz írt alá, majd miután kétéves szerződése lejárt, hazatért a Sävehofhoz, akikkel 2012-ben újabb bajnoki címet szerzett hazájában. 2012 decemberében a VfL Gummersbach szerződtette, majd pályafutását az Alingsåsban fejezte be 2016-ban.

### A válogatottban
2007. december 7-én Németország ellen mutatkozott be a svéd válogatottban, amelynek színeiben 36 mérkőzést játszott és 52 gólt szerzett.

## Halála
2020. április 28-án közlekedési balesetben hunyt el, 36 éves korában.